# Terje Krokstad
Terje Krokstad (* 1. Oktober 1956 in Krokstadøra) ist ein ehemaliger norwegischer Biathlet.
Terje Krokstad startete als Aktiver für Krokstadøra IL. Er gewann bei den Biathlon-Juniorenweltmeisterschaften 1977 in Lillehammer mit Kjell Søbak und Odd Lirhus die Goldmedaille im Staffelrennen. Ein Jahr später trat er in Hochfilzen schon bei den Senioren-Weltmeisterschaften an und wurde 13. des Sprintrennens. 1979 wurde Krokstad in Ruhpolding 32. des Sprints und 23. des Einzels. Die Olympischen Winterspiele 1980 von Lake Placid wurden zum ersten Höhepunkt für den Norweger, er belegte im Sprint den 17. Platz. Den größten internationalen Erfolg feierte Krokstad bei den Biathlon-Weltmeisterschaften 1982 in Minsk. Im Sprint wurde er 13., im Einzel konnte er hinter Frank Ullrich und seinem Landsmann Eirik Kvalfoss die Bronzemedaille gewinnen. Zum Karriereabschluss wurde die erneute Teilnahme an den Olympischen Winterspielen. In Sarajevo wurde er erneut im Sprint eingesetzt und wurde 13.
National gewann Krokstad in Steinkjer mit dem Sprint seinen einzigen Titel. Weitere viermal konnte er Vizemeister werden und sechsmal gewann er Bronzemedaillen, darunter einmal Silber und dreimal Bronze mit den Staffeln der Region Trøndelag.